# Thaiföld az 1988. évi nyári olimpiai játékokon
Thaiföld a dél-koreai Szöulban megrendezett 1988. évi nyári olimpiai játékok egyik részt vevő nemzete volt. Az országot az olimpián 4 sportágban 14 sportoló képviselte, akik összesen 1 érmet szereztek.

## Érmesek
| Érem  | Versenyző      | Sportág   | Versenyszám |
| ----- | -------------- | --------- | ----------- |
| Bronz | Phajol Moolsan | Ökölvívás | Harmatsúly  |

## Atlétika
Férfi
| Versenyző                                                          | Versenyszám     | Előfutam | Előfutam | Előfutam | Negyeddöntő | Negyeddöntő | Negyeddöntő | Elődöntő | Elődöntő | Elődöntő | Döntő   | Döntő    |
| Versenyző                                                          | Versenyszám     | Idő      | Hely.    | Össz.    | Idő         | Hely.       | Össz.       | Idő      | Hely.    | Össz.    | Idő     | Helyezés |
| ------------------------------------------------------------------ | --------------- | -------- | -------- | -------- | ----------- | ----------- | ----------- | -------- | -------- | -------- | ------- | -------- |
| Visut Watanasin                                                    | 100 m           | 10,88    | 7.       | 72.      | kiesett     | kiesett     | kiesett     | kiesett  | kiesett  | kiesett  | kiesett | kiesett  |
| Supas Tiprod Visut Watanasin Anuwat Sermsiri Chainarong Wangganont | 4 × 100 m váltó | 40,57    | 5.       | 19.      |             |             |             | kiesett  | kiesett  | kiesett  | kiesett | kiesett  |

## Ökölvívás
| Versenyző          | Versenyszám  | Selejtező                              | 32-es főtábla               | Nyolcaddöntő                  | Negyeddöntő                        | Elődöntő                     | Döntő             | Helyezés |
| Versenyző          | Versenyszám  | Ellenfél Eredmény                      | Ellenfél Eredmény           | Ellenfél Eredmény             | Ellenfél Eredmény                  | Ellenfél Eredmény            | Ellenfél Eredmény | Helyezés |
| ------------------ | ------------ | -------------------------------------- | --------------------------- | ----------------------------- | ---------------------------------- | ---------------------------- | ----------------- | -------- |
| Chatchai Sasakul   | Papírsúly    | erőnyerő                               | Luis Rolón (PUR) · 3:2      | Maurice Maina (KEN) · 5:0     | Isaszegi Róbert (HUN) · 2:3        | kiesett                      | kiesett           | 5.       |
| Khadpo Vichai      | Légsúly      | Andy Agosto (PUR) · 0:5                | kiesett                     | kiesett                       | kiesett                            | kiesett                      | kiesett           | 33.      |
| Phajol Moolsan     | Harmatsúly   | erőnyerő                               | Marcus Priaulx (AUS) · 5:0  | Abraham Torres (VEN) · 3:2    | Nyamaagiin Altankhuyag (MGL) · 5:0 | Kennedy McKinney (USA) · RSC | kiesett           |          |
| Wanchai Pongsri    | Pehelysúly   | Ali Mohamed Jaffer (YMD) · RSC         | Esteban Flores (PUR) · 5:0  | Daniel Dumitrescu (ROU) · 2:3 | kiesett                            | kiesett                      | kiesett           | 9.       |
| Phat Hongram       | Könnyűsúly   | erőnyerő                               | Asif Kamran Dar (CAN) · RSC | Charlie Kane (GBR) · 1:4      | kiesett                            | kiesett                      | kiesett           | 9.       |
| Pravit Suwanwichit | Kisváltósúly | Sodnomdarjaagiin Altansükh (MGL) · 2:3 | kiesett                     | kiesett                       | kiesett                            | kiesett                      | kiesett           | 33.      |

## Sportlövészet
Női
| Versenyző             | Versenyszám           | Selejtező | Selejtező | Döntő   | Döntő    |
| Versenyző             | Versenyszám           | Pont      | Helyezés  | Pont    | Helyezés |
| --------------------- | --------------------- | --------- | --------- | ------- | -------- |
| Rampai Yamfang-Sriyai | Sportpisztoly         | 581       | 12.       | kiesett | kiesett  |
| Thiranun Jinda        | Sportpuska, összetett | 561       | 34.       | kiesett | kiesett  |

Nyílt
| Versenyző            | Versenyszám | Selejtező | Selejtező | Döntő   | Döntő    |
| Versenyző            | Versenyszám | Pont      | Helyezés  | Pont    | Helyezés |
| -------------------- | ----------- | --------- | --------- | ------- | -------- |
| Somchai Chanthavanij | Skeet       | 138       | 50.       | kiesett | kiesett  |

## Vitorlázás
Férfi
| Versenyző     | Versenyszám | Futam | Futam | Futam | Futam | Futam   | Futam | Futam | Pontszám | Helyezés |
| Versenyző     | Versenyszám | 1     | 2     | 3     | 4     | 5       | 6     | 7     | Pontszám | Helyezés |
| ------------- | ----------- | ----- | ----- | ----- | ----- | ------- | ----- | ----- | -------- | -------- |
| Anan Hohsuwan | Divízió II  | 35,0  | 23,0  | 31,0  | 24,0  | (52,0*) | 26,0  | 39,0  | 178,0    | 25.      |

* - nem ért célba